# Podbolesławiec
Podbolesławiec (do 28 II 1926 Bolesławice) – wieś w Polsce położona w województwie łódzkim, w powiecie wieruszowskim, w gminie Bolesławiec.
Do końca września 1954 w gminie Opatów w powiecie kępińskim w woj. poznańskim. Od 1 października do 12 listopada 1954 w powieci wieluńskim w woj. łódzkim, a od 13 listopad 1954 w powiecie wieruszowskim.
W latach 1975–1998 miejscowość administracyjnie należała do województwa kaliskiego.